# Tillandsia grandis
Tillandsia grandis är en gräsväxtart som beskrevs av Diederich Franz Leonhard von Schlechtendal. Tillandsia grandis ingår i släktet Tillandsia och familjen Bromeliaceae. Inga underarter finns listade i Catalogue of Life.

## Bildgalleri

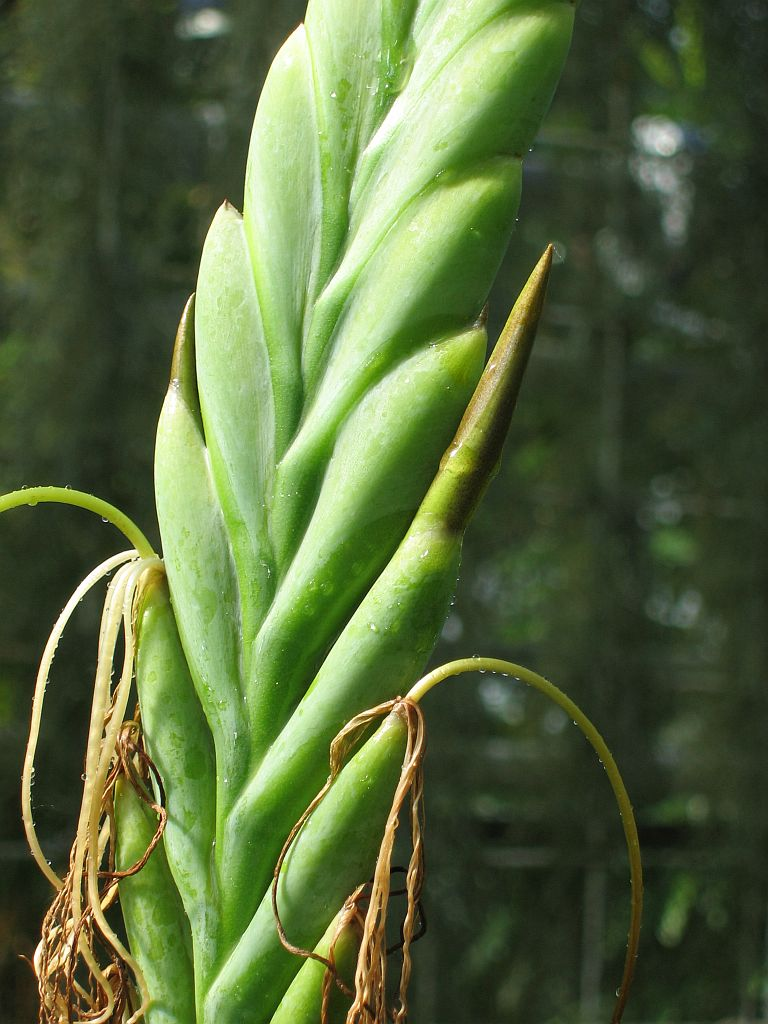
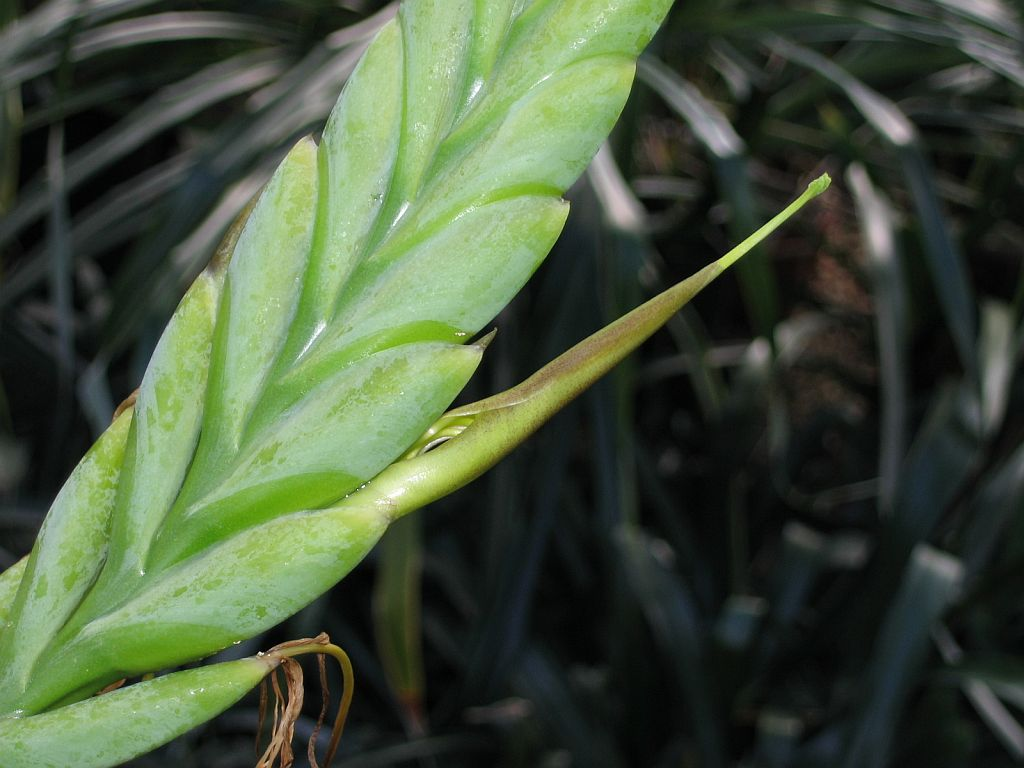
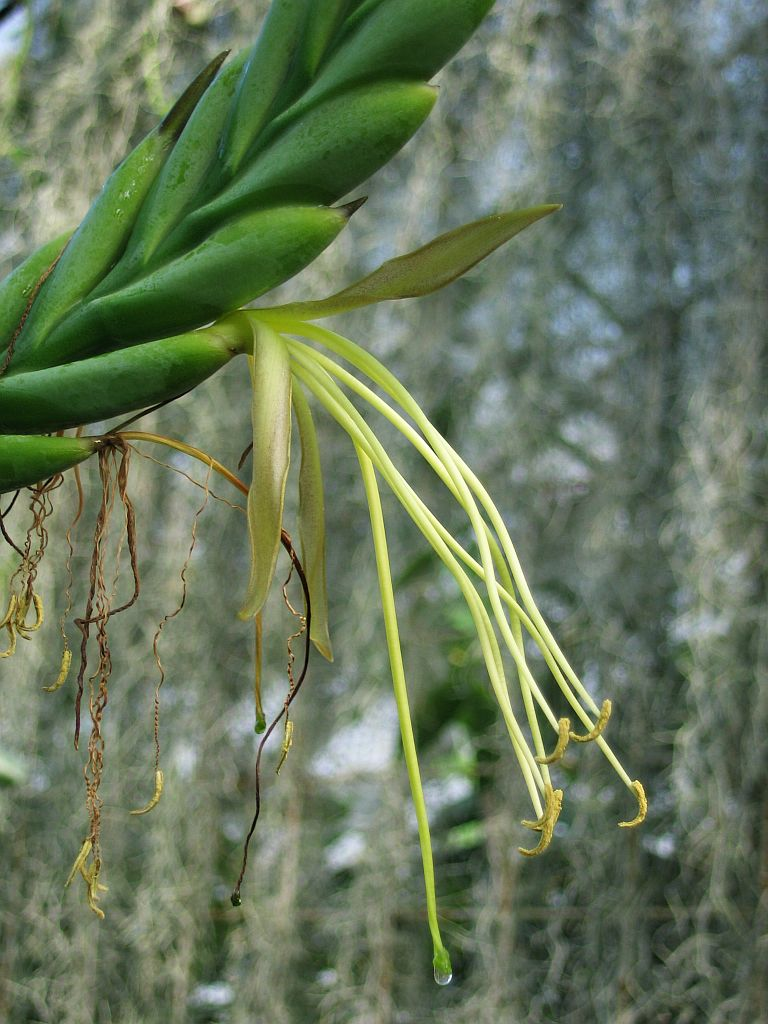
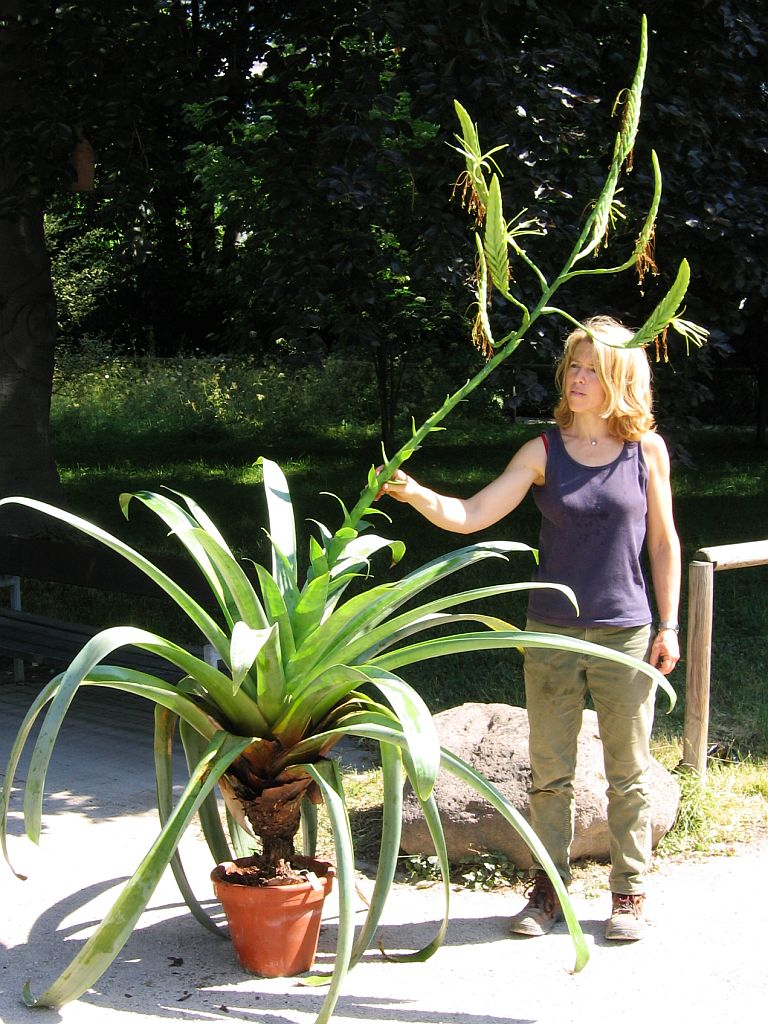